# Dichaea fragrantissima
Dichaea fragrantissima là một loài thực vật có hoa trong họ Lan. Loài này được Folsom mô tả khoa học đầu tiên năm 1994.